# Mazama chunyi
Il mazama nano (Mazama chunyi Hershkovitz, 1959), o chunyi, è una piccola specie di cervo diffusa sugli altopiani andini.

## Descrizione
Ha il mantello di colore marrone-rossastro, con regione anteriore e collo grigio scuro. Le regioni inferiori sono marrone chiaro e il muso è breve e sottile. Pesa circa 11 kg.

## Distribuzione e habitat
Questa specie è originaria degli altopiani andini della Bolivia occidentale e del Perù sud-orientale, dove abita nelle foreste e nei páramo.

## Conservazione
Questa specie di mazama, poco conosciuta, viene classificata dalla IUCN tra le specie vulnerabili. Alcuni ricercatori hanno pattugliato le foreste della Bolivia, scoprendo nuove località in cui è presente la specie e cercando di delinearne la distribuzione geografica; sebbene circa il 40% delle aree in cui vive il mazama nano sia degradata o frammentata, il restante 60% sembra in buone condizioni di conservazione. Ciò ha spinto gli esperti della IUCN a includere il mazama nano tra le specie vulnerabili.